# Конференція в Сенека-Фоллс
Конференція в Сенека-Фоллс — перша в Сполучених Штатах Америки конференція про права жінок. Вона позиціонувала себе як "конференція для обговорення соціального, громадянського та релігійного стану і прав жінок". Вона проходила в каплиці Весліан в місті Сенека Фоллс, штат Нью-Йорк, і тривала два дні — 19 та 20 липня 1848 року. Привернувши широку увагу, за нею невдовзі відбулися інші конференції про права жінок, зокрема через два тижні відбулась Рочестерська конференція з прав жінок 1848 року у місті Рочестер, штат Нью-Йорк. 1850 року у місті Ворчестр, штат Массачусетс, відбулася перша щорічна Національна конференція з прав жінок. 

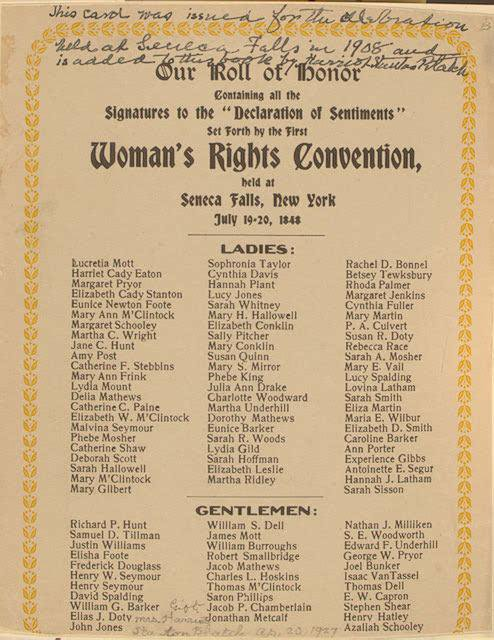
Підписанти Декларації переконань, підсумкового документу конференції. Найперший підпис належить Лукреції Мотт.

Жінки-квакери, які жили у місцевості де проходила подія, організували конференцію разом із відомою захисницею прав жінок Елізабет Кеді Стентон, яка не була квакеркою. Плани провести конференцію виникли під час візиту в цю місцевість Лукреції Мотт, захисниці прав жінок із Філадельфії. Мотт, яка була квакеркою, славилась своїми ораторськими здібностями, що було рідкістю для жінок того часу, коли жінкам часто не дозволяли виступати на публіці.
Конференція складалась із шести сесій, включаючи лекцію з права, гумористичну презентацію та численні дискусії про роль жінок у суспільстві. Елізабет Кеді Стентон разом із жінками-квакерами підготували два документи: Декларацію переконань та супровідний до неї список резолюцій, який мав бути обговорений та відредагований перед тим як бути підписаним учасниками. Гаряча дискусія виникла щодо жіночого права голосу: багато учасниць та учасників, включаючи Лукрецію Мотт, не хотіли включати це положення до декларації, а Фредерік Дуглас, який був єдиним темношкірим учасником конференції, наполягав на включеннії цього положення. В підсумку, положення про право жінок голосувати було включене в декларацію. Рівно сто учасниць та учасників (переважно жінки) із приблизно трьохсот підписали документ.
Ця конференція була сприйнята деякими її сучасниками, включаючи Лукрецію Мотт, як один із важливих кроків в триваючій кампанії жінок за більші соціальні, громадянські та моральні права, при тому що інші бачили в ній революційний початок боротьби жінок за повну рівність із чоловіками. Елізабет Кеді Стентон вважала Конференцію в Сенека-Фоллс початком руху за права жінок, ця точка зору була відображена в книзі «History of Woman Suffrage», співавторкою якої вона була.
Декларація переконань, ухвалена на конференції, стала "самодостатнім важливим фактором поширення новин про рух за права жінок по всіх країні в 1848 році та в майбутньому" за словами Джудіт Веллман, сучасної науковиці, яка досліджує Конференцію в Сенека-Фоллс. До моменту другої щорічної Національної конференції з прав жінок в 1851 році, надання права голосу для жінок стало одним із основних принципів американського руху за права жінок. Національні конференції з прав жінок проходили щорічно аж до початку Громадянської війни в США в 1861 році.

## Передумови

### ЖІнки в русі за скасування рабства
Починаючи з 1832 року, аболіціоніст і журналіст Вільям Лойд Ґаррісон організовував аболіціоністські спілки, які заохочували участь жінок в них. Ідеї Ґаррісона не подобались більшості інших аболіціоністів, і ті з них, хто не хотіли участі жінок в русі, утворили окремі аболіціоністські групи.
Деякі жінки почали ставати популярними як письменниці та спікери, пишучи і говорячи про скасування рабства. В 1830-их Лідія Марія Чайлд закликала жінок писати заповіти, а Френсіс Райт писала книжки про права жінок та соціальні реформи. Сестри Грімке робили публікації наприкінці 1830-их, в яких критикували рабство, і вони почали виголошувати промови для зібрань Американського антирабського товариства, де були присутні як чоловіки, так і жінки. Те саме робила Еббі Келлі. Хоч ці жінки висловлювались в перше чергу проти аморальності рабства, факт того що жінки виголошували публічні промови був дуже важливим для розвитку прав жінок. Ернестіна Роуз в 1836 році почала проводити лекції для груп жінок на тему "теорії уряду", яка включала також і залучення жінок.

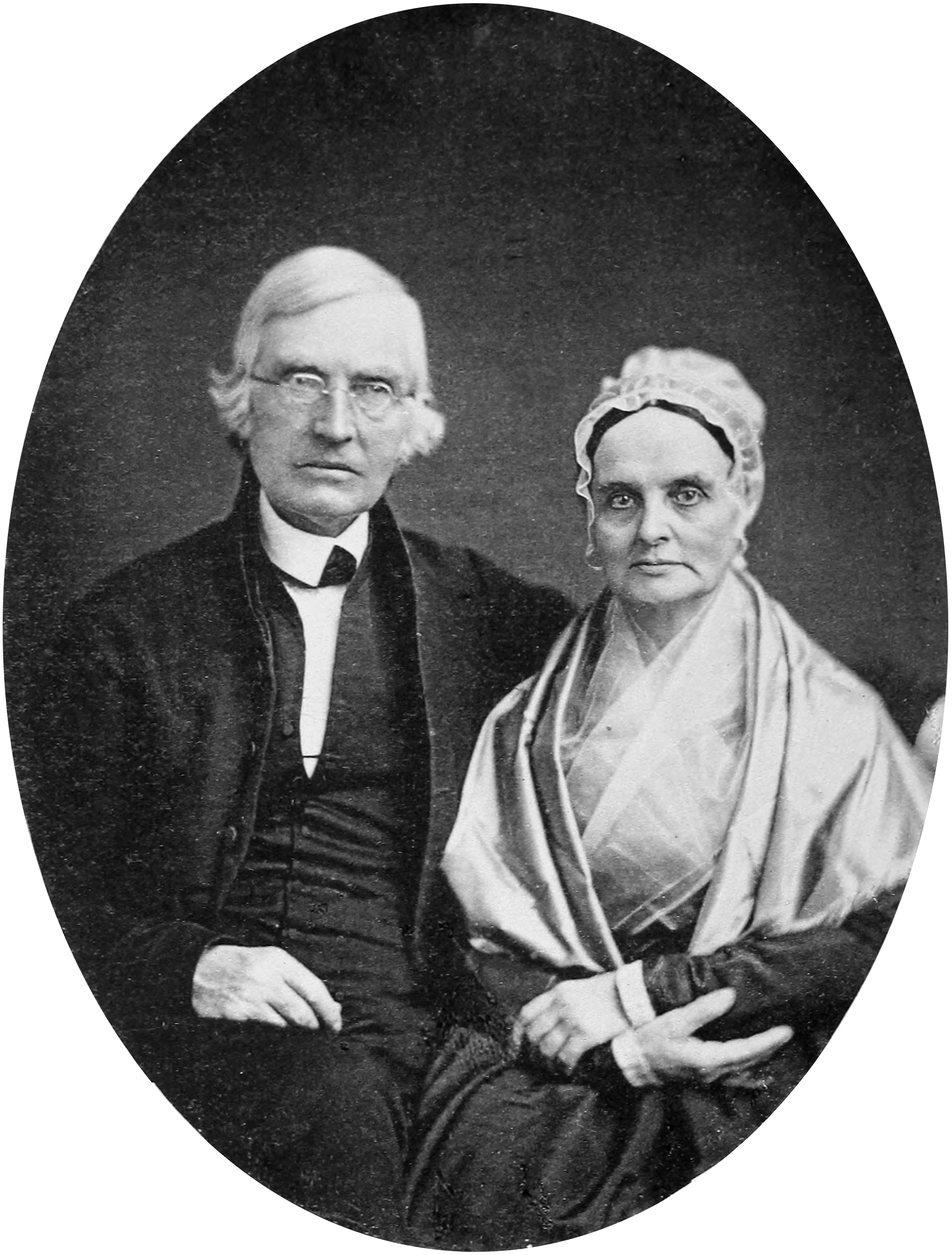
Джеймс та Лукреція Мотт

В 1840 році на прохання Вільяма Лойда Ґаррісона та Венделла Філліпса, Лукреція Мотт та Елізабет Кеді Стентон, разом із своїми чоловіками та іншими американськими активістами і активістками за скасування рабства, поїхали до Лондона на першу Світову антирабську конференцію, очікуючи що рішення Філліпса запросити жінок до участі в конференції може бути сприйняте неоднозначно. В Лондоні це рішення було скасовано після цілого дня дебатів - жінкам дозволили слухати з балкону, але не голосувати і не говорити. Лукреція Мотт та Елізабет Кеді Стентон подружилися під час конференції в Лондоні і на шляху назад до Америки разом склали план щодо організації їх власної конференції про права жінок, окремо від питань про скасування рабства.

### Права жінок
В 1840-их жінки в Америці почали вимагати більшого контролю над власними життями. Чоловік та батько керували життям жінки, багато сфер життя були закритими для участі жінок. Конституції та закони штатів забороняли жінкам успадковувати власність, підписувати договори, працювати суддями та голосувати на виборах. Робочі перспективи для жінок були обмеженими: вони могли найматися лише на деякі роботи у сфері обслуговування і їм платили вдвічі менше ніж чоловікам на тій же роботі. 1841 року Софія Ріплі та її чоловік Джордж Ріплі заснували комуну Брукфарм в Массачусетсі. Це була спроба створити місце, в якому жінки і чоловіки зможуть працювати разом та отримувати однакову платню. Цей експеримент виявився невдалим.
Лукреція Мотт та Елізабет Кеді Стентон знову зустрілися в Бостоні в 1842 і знову обговорили можливість влаштувати конференцію про права жінок. Вони обговорили це ще раз в 1847 році, перед переїздом Стентон із Бостона до Сенека-Фоллс.
Групи жінок під лідерством Лукреції Мотт та Пауліни Райт Девіс провели публічні зібрання у Філадельфії на початку 1846 року. Широкі кола аболіціоністів, які були прихильниками прав жінок, почали в 1847 році обговорювати можливість проведення конференції, повністю присвяченої правам жінок.

### Вплив квакерів
Багато членів Релігійної Спілки Друзів, відомих як квакери, поселилися на заході штату Нью-Йорк, біля Сенека-Фоллс. Особливо прогресивна гілка спілки жила в місті Ватерлоо та біля нього, що в окрузі Сенека. Ці квакери прагнути до подружніх стосунків в яких чоловік та жінка працювали і жили в рівності.

## Планування
Лукреція та Джеймс Мотт відвідали західну та центральну частину штату Нью-Йорк навесні 1848 році з декількох причин, серед яких відвідання резервації Каттарауґус індіанців нації Сенека та колишніх рабів, які тепер жили в провінції Онтаріо в Канаді. Вони також відвідали Марту, сестру Лукреції, в місті Оберн. Талант та слава Лукреції Мотт як оратора приводила цілі натовпи до неї, куди би вона не пішла.

### Оголошення
Після завершення служби в церкві разом із квакерами 9 липня 1848, Лукреція Мотт, Мері Енн МакКлінток, Марта Райт, Елізабет Кеді Стентон та Джейн Хант пішли до будинку Хантів у Ватерлоо щоб попити чаю. Під час цього, Елізабет Кеді Стентон, єдина із пристуніх хто не була квакером, виразила своє незадоволення другорядною роллю жінок у суспільстві. П'ятеро жінок вирішили провести конференцію з прав жінок в найближчому майбутньому, поки подружжя Моттів ще було поруч, та склали текст оголошення для місцевої газети «Seneca County Courier» про конференцію. В цьому оголошенні було зазначено що на перший день конференції 19 липня запрошуються лише жінки, а на другий день запрошуються також і чоловіки, щоб послухати виступ Лукреції Мотт. 11 липня оголошення було опубліковане, даючи читачам лише 8 днів до конференції. Інші газети передрукували оголошення лише 14 липня. Місцем проведення була вибрана каплиця методистів Весліан в місті Сенека-Фоллс. Побудована аболіціоністами, каплиця була місцем проведення багатьох лекцій з реформ і була єдиною в цій місцевості будівлею, достатньо великою щоб провести конференцію.

### Підготовка декларації
16 липня 1848 в будинку МакКлінтоків здійснювалась підготовка до конференції. Мері Енн МакКлінток та її старші дочки, Елізабет і Мері Енн молодша, обговорили із Стентон зміст декларації яка мала бути представлена учасникам конференції для затвердження. Разом жінки склали декларацію із десяти пунктів. Декларація вимагала надання жінкам рівності в родині, освіті, роботі, релігії та моральному сприйнятті. Вони використали Декларацію незалежності США 1776 року як модель їхньої декларації. У чернетці Декларації переконань був взятий текст Декларації незалежності, в якій замінено слова так, щоб вона стосувалася жінок, наприклад слова "Історія чинного Короля Великої Британії це історія нескінченних нещасть та зловживань" були замінені словами "Історія людства це історія зловживань чоловіків проти жінок", а слова "всі чоловіки були створені рівними" замінено на "всі чоловіки та жінки були створені рівними". Друга частина декларації складалася із списку скарг на нерівність жінок із чоловіками.
Між 16 та 19 липня Стентон редагувала чернетку декларації. Її чоловік Генрі Брюстер Стентон, який був юристом і політиком, допоміг наповнити документ прикладами законів, які є несправедливими щодо прав жінок на власність. Елізабет Кеді Стентон додала до декларації ще один радикальний пункт: право голосу для жінок. Генрі Брюстер Стентон пізніше переписуючи текст із чернеток до остаточного документу помітив пункт про права жінок. Він попередив свою дружину що "це може перетворити конференцію на фарс". Йому, як і більшості чоловіків того часу, не подобалась ідея надання жінкам права голосу. Оскільки він збирався балотуватись на виборну посаду, пін поїхав із Сенеки щоб уникнути пов'язування його із конференцією, яка просувала такі непопулярні ідеї.